# Campeonato Sul-Americano de Futebol Feminino Sub-20
O Campeonato Sul-Americano de Futebol Feminino Sub-20 é uma competição de futebol feminino organizada a cada dois anos pela Confederação Sul-Americana de Futebol (CONMEBOL) para jogadoras com até 20 anos de idade. Na primeira edição, apenas jogadoras até 19 anos eram permitidas.
É disputado desde 2004 e classifica as seleções participantes para a Copa do Mundo de Futebol Feminino Sub-20. A Seleção Brasileira foi campeã de todas as dez edições já realizadas.
Em 2002, seria realizado em Córdoba, na Argentina, o I Sul-Americano Sub-19, mas a desistência da Argentina, e posteriormente da Colômbia, resumiu a disputa da vaga para o Mundial do Canadá em partidas eliminatórias entre Peru e Brasil. O Brasil venceu por 6 x 0 em Lima, dia 17/03/2002, e também por 6 x 0 em Cuiabá, em 28/03, garantindo a vaga.

## Resultados
| Ano           | Sede              | Final   | Final  | Final        | Disputa do terceiro lugar | Disputa do terceiro lugar | Disputa do terceiro lugar |
| Ano           | Sede              | Campeão | Placar | Vice-campeão | Terceiro lugar            | Placar                    | Quarto lugar              |
| ------------- | ----------------- | ------- | ------ | ------------ | ------------------------- | ------------------------- | ------------------------- |
| 2004 Detalhes | Brasil            | Brasil  | Grupo  | Paraguai     | Equador                   | Grupo                     | Bolivia                   |
| 2006 Detalhes | Chile             | Brasil  | Grupo  | Argentina    | Paraguai                  | Grupo                     | Peru                      |
| 2008 Detalhes | Brasil            | Brasil  | Grupo  | Argentina    | Paraguai                  | Grupo                     | Chile                     |
| 2010 Detalhes | Colômbia          | Brasil  | 2 – 0  | Colômbia     | Paraguai                  | 6 – 0                     | Chile                     |
| 2012 Detalhes | Brasil            | Brasil  | Grupo  | Argentina    | Colômbia                  | Grupo                     | Paraguai                  |
| 2014 Detalhes | Uruguai           | Brasil  | Grupo  | Paraguai     | Colômbia                  | Grupo                     | Bolivia                   |
| 2015 Detalhes | Brasil            | Brasil  | Grupo  | Venezuela    | Colômbia                  | Grupo                     | Argentina                 |
| 2018 Detalhes | Equador           | Brasil  | Grupo  | Paraguai     | Colômbia                  | Grupo                     | Venezuela                 |
| 2020 Detalhes | Argentina · Chile | Brasil  | Grupo  | Colômbia     | Uruguai                   | Grupo                     | Venezuela                 |
| 2024 Detalhes | Equador           | Brasil  | Grupo  | Paraguai     | Colômbia                  | Grupo                     | Argentina                 |

## Resultados por país
| Equipe    | Campeão                                                         | Vice-campeão               | Terceiro lugar                   | Quarto lugar   |
| --------- | --------------------------------------------------------------- | -------------------------- | -------------------------------- | -------------- |
| Brasil    | 10 (2004, 2006, 2008, 2010, 2012, 2014, 2015, 2018, 2022, 2024) | —                          | —                                | —              |
| Paraguai  | —                                                               | 4 (2004, 2014, 2018, 2024) | 3 (2006, 2008, 2010)             | 1 (2012)       |
| Argentina | —                                                               | 3 (2006, 2008, 2012)       | —                                | 2 (2015, 2024) |
| Colômbia  | —                                                               | 2 (2010, 2022)             | 5 (2012, 2014, 2015, 2018, 2024) | —              |
| Venezuela | —                                                               | 1 (2015)                   | —                                | 2 (2018, 2020) |
| Equador   | —                                                               | —                          | 1 (2004)                         | —              |
| Uruguai   | —                                                               | —                          | 1 (2022)                         | —              |
| Bolívia   | —                                                               | —                          | —                                | 2 (2004, 2014) |
| Chile     | —                                                               | —                          | —                                | 2 (2008, 2010) |
| Peru      | —                                                               | —                          | —                                | 1 (2006)       |

## Classificação geral
Atualizado até o Sul-Americano de 2018
| Equipe | Equipe    | Pts | J  | V  | E | D  | GP  | GC  | SG   | %  |
| ------ | --------- | --- | -- | -- | - | -- | --- | --- | ---- | -- |
| 1      | Brasil    | 143 | 51 | 46 | 5 | 0  | 202 | 18  | +184 | 93 |
| 2      | Paraguai  | 85  | 48 | 26 | 7 | 15 | 107 | 82  | +25  | 59 |
| 3      | Colômbia  | 72  | 42 | 22 | 6 | 14 | 72  | 53  | +19  | 57 |
| 4      | Argentina | 63  | 40 | 19 | 6 | 15 | 67  | 54  | +13  | 52 |
| 5      | Venezuela | 42  | 34 | 11 | 9 | 14 | 46  | 63  | -17  | 41 |
| 6      | Chile     | 40  | 33 | 12 | 4 | 17 | 55  | 60  | -5   | 40 |
| 7      | Equador   | 32  | 31 | 10 | 2 | 19 | 40  | 62  | -22  | 34 |
| 8      | Bolívia   | 21  | 34 | 5  | 6 | 23 | 23  | 84  | -61  | 20 |
| 9      | Uruguai   | 19  | 28 | 5  | 4 | 19 | 30  | 90  | -60  | 22 |
| 10     | Peru      | 15  | 31 | 4  | 3 | 24 | 23  | 100 | -77  | 16 |

## Artilheiros
| Ano  | Jogadora                                         | Gols |
| ---- | ------------------------------------------------ | ---- |
| 2004 | Palmira Loayza                                   | 6    |
| 2006 | Marta                                            | 14   |
| 2008 | Érika Dulce Quintana                             | 7    |
| 2010 | Alanna                                           | 7    |
| 2012 | Ketlen                                           | 9    |
| 2014 | Andressa                                         | 6    |
| 2015 | Yamila Rodríguez                                 | 6    |
| 2018 | Geyse                                            | 12   |
| 2022 | Belén Aquino                                     | 10   |
| 2022 | Fátima Acosta Mariana Barreto Gabriela Rodríguez | 7    |

## Desempenho na Copa do Mundo
Até as Copas do Mundo de 2002 e 2004, a América do Sul tinha direito a apenas uma vaga para o mundial. Em 2002, Brasil e Peru disputaram um play-off de ida e volta, com a vitória do Brasil por 12 a 0 no placar agregado.[carece de fontes?] A partir de 2006 a América do Sul passou a ter direito a duas vagas no mundial. Em 2008, Chile foi o país-sede da competição, sendo a primeira vez que uma Copa do Mundo feminina foi realizada na América Latina. A partir da edição de 2024, o número de participantes aumentou para 24 equipes, o que significa que o número de vagas da CONMEBOL aumentou de 2 para 4, nessa edição de 2024 também incluiu a participação da anfitriã Colômbia, sendo a edição com o maior número de participantes da América do Sul, com um total de 5 seleções.
- QF = Quartas de final
- OF = Oitavas de final
- FG = Fase de grupos

| Copa do Mundo | 2002 | 2004 | 2006 | 2008 | 2010 | 2012 | 2014 | 2016 | 2018 | 2022 | 2024 |
| ------------- | ---- | ---- | ---- | ---- | ---- | ---- | ---- | ---- | ---- | ---- | ---- |
| Argentina     |      |      | FG   | FG   |      | FG   |      |      |      |      | OF   |
| Brasil        | 4º   | 4º   | 3º   | QF   | FG   | FG   | FG   | QF   | FG   | 3º   | QF   |
| Chile         |      |      |      | FG   |      |      |      |      |      |      |      |
| Colômbia      |      |      |      |      | 4º   |      |      |      |      | QF   | QF   |
| Paraguai      |      |      |      |      |      |      | FG   |      | FG   |      | FG   |
| Venezuela     |      |      |      |      |      |      |      | FG   |      |      | FG   |